# 中野劇団
中野劇団（なかのげきだん）は、日本の劇団。2003年に脚本・演出の中野守を中心に京都で旗揚げ。その後、年1,2回のペースで公演を行う。上演作品はすべて主宰中野守のオリジナルである。最近は大阪・東京での公演も行っている。

## 特徴
- 公演には長編を上演する一般公演と、コントライブである「短編集」の二形態がある。笑い主体の会話劇を得意とし、シリアスなシーンであっても観客を笑わせる仕掛けが盛り込まれている場合も多い。
- チラシのデザインをイラストレーターであるいぬしげが行っており、見る者に強烈なインパクトを与える。
- 毎公演、劇団員以外のゲストが参加している。

## 沿革
- 2002年 - 旗揚準備委員会発足。劇団名を「中野劇団」に決定。
- 2003年 - 旗揚公演「パレス欲望の闇に恍惚と光る金の瞳銀の瞳203号室の住人たち」。
- 2006年 - 京都の小劇場アートコンプレックス1928において「短編集 ブルー」を上演。一回限りの公演に200名近い観客を集める。
- 2007年 - 「短編集 不埒」で初の東京公演。
- 2008年 - 「楽屋ちゃん2008」を大阪精華小劇場で公演（精華演劇祭vol.10）。

## 劇団員
- 中野守（劇団主宰 / 脚本・演出）
- 加藤 祐一（役者 / 稽古場監督）
- 三条上ル（役者 / 企画 / 制作）
- 辻中金吾郎（役者 / 舞台装置）
- いぬしげ（白木 ポン太）（チラシデザイン）
- 筒井紘二（役者）
- 真野絵里（役者）
- 湯川知行（役者）
- 田渕☆理恵（制作）
- 桐山泰典（役者）
- 川原悠（役者）
- 延命聡子（役者）
- 廣瀬愛子（役者）

## これまでの公演
- 第1回公演「パレス欲望の闇に恍惚と光る金の瞳銀の瞳203号室の住人たち Edition2003」（2003年）
- 第2回公演「短編集 大山崎」（2004年）
- 第3回公演「恋はぐだぐだ」（2005年）
- 第4回公演「楽屋ちゃん」（2005年）
- 第5回公演「短編集 ブルー」（2006年）
- 第6回公演「10分間」（2006年）
- 第7回公演「短編集 不埒」（2007年）
- 第8回公演「真実は笑わない2007」（2007年）
- 第9回公演「楽屋ちゃん2008」（2008年）
- 第10回公演「ぼくらのいもうと」（2009年）
- 第11回公演「短編集　義理の夫」（2009年）
- 第12回公演「10分間2010　〜タイムリープが止まらない〜」（2010年）
- 第13回公演「チャットルームでなぐり合い！」（2011年）
- 第14回公演「短編集　残念なこと」（2012年）
- 第15回公演「イレカワ〜私がいない間に一体ワタシは何をしていたのか？〜」（2013年）
- 第16回公演「短編集　趣味と実害」（2015年）
- 第17回公演「10分間2016　〜タイムリープが止まらない〜」（2016年）

## その他
劇団活動と平行してウェブコントユニット「エコタンク」（脚本：中野、声の出演：三条、加藤）として、活動していた時期もある。